# Chad (personaje de Bleach)
Yasutora Sado (茶渡 泰虎 Sado Yasutora?), más conocido como Chad (チャド Chado?), es un personaje del manga y anime Bleach creada por Tite Kubo. Es uno de los compañeros de clase de Ichigo Kurosaki, así como uno de sus mejores amigos. Dado que al conocerse Ichigo creyó que su nombre era Sado y lo interpretó con letras kanji, desde entonces le llama Chad.

## Perfil
Es un humano muy alto, fornido y tiene sangre tanto japonesa como mexicana. Su tez es más oscura de lo común en un japonés, tiene un pelo desordenado que le cae sobre la cara y le oculta los ojos y unas facciones muy marcadas.
Suele llevar uniforme escolar pero en su tiempo libre lleva ropa a la moda adolescente, pantalones de mezclilla, chaquetas y llamativas camisas florales de vivos colores.
Yasutora es generalmente muy callado y serio, da la impresión de ser un matón por su aspecto y carácter pero todo lo contrario, es una persona amable que se preocupa por sus semejantes y no duda en ayudarlos si lo necesitan (como hizo con el periquito Yuichi Shibata). Mantiene un compromiso férreo con Ichigo en el que ambos se comprometen a pelear solo por el otro, no por sí mismos. Yasutora nunca duda en ayudar a su amigo si lo ve en problemas y siempre se arroja a la batalla con decisión.

## Historia

### Pasado
Nadie sabe a ciencia cierta cuál es la verdad respecto a Chad, ya que jamás le ha contado su vida completa a nadie, por ello algunos de sus amigos sostienen que es mexicano; otros, que es japonés, unos que es huérfano y otros que lo crio su abuelo. Algunos creen que miente e inventa todas esas historias para no hablar de su pasado. En realidad, todo esto es una parte de la verdad; Chad nació en Okinawa y vivió allí algunos años hasta que sus padres fallecieron, y debió ir a vivir a México con su abuelo Oscar Joaquín De La Garza, un hombre ya anciano, pero tan grande y fuerte como amable.
Durante su vida en México fue un chico problemático, pues aprovechaba su gran fuerza y tamaño para provocar a otros, pelear con los demás niños o simplemente golpearlos por diversión, a pesar de que su abuelo intentaba hacerlo entrar en razón. Sin embargo, en una ocasión provocó a unos adultos que intentaron golpearlo en serio, pero su abuelo se interpuso y sin defenderse recibió todos los golpes que pensaban propinar a Chad. Una vez que acabaron se disculpó en nombre de su nieto, quien a estas alturas veía la escena arrepentido de su actitud. Después de ello, su abuelo (al que como buen mexicano llama así incluso en la versión original) le enseñó que el sentido de su gran fuerza no era el de agredir, sino el de defender, y le hizo prometer que no usaría jamás sus puños, salvo para proteger a los demás del peligro; para sellar esta promesa le regaló una moneda mexicana la cual hasta el día de hoy Chad lleva en su cuello, y cada vez que alguien lo agrede lo ignora, aceptando todo lo que deseen hacerle sin quejarse, a menos que éste ataque a alguien más, en cuyo caso usa al máximo su fuerza para defenderlo.
Tras llegar a Japón nuevamente en su adolescencia es una nueva persona que evita todo conflicto y destaca por ser reservado, así que no cuenta con amigos. un día unos matones que intentaban provocarlo a diario lo secuestran e intentan destruir la moneda de su abuelo como burla hacia el, en ese momento Ichigo llegaría y se enfrentaría a la pandilla completa recibiendo un tremendo castigo, pero derrotándolos y salvando la moneda. Comprendiendo la filosofía de Chad Ichigo le hace un trato: cuando alguno este en problemas el otro ira a ayudarlo, de forma que Chad estará seguro sin necesidad de pelear e Ichigo podrá contar con alguien que le ayudara cuando lo necesite. Tras esto Chad se sentiria en deuda permanentemente por la amistad y comprensión que Ichigo le mostrara, por ello decidiría jamás fallar cuando este lo necesitara.

### Shinigami Sustituto
Durante los primeros pasos de Ichigo como shinigami aparece en contadas ocasiones, hasta que conoce a un periquito llamado Yuichi Shibata que está participando en el macabro juego del Hollow que mató a su madre (cuando aun era humano), junto a Rukia Kuchiki se enfrenta al Hollow a pesar de que no puede verlo y gana tiempo hasta que ichigo llega y lo derrota. Después de eso comienza a experimentar cambios en su percepción de entes espirituales, que llegan a su cenit cuando Karakura se ve invadida por Hollows debido al cebo roto por el quincy Uryû Ishida en su particular duelo con Ichigo, allí se encuentra con la hermana de su amigo, Karin Kurosaki a la que finalmente logra defender de un enorme Hollow liberando su Brazo Derecho del Gigante, a pesar de esto resulta herido y es rescatado por Kisuke Urahara, que lo lleva junto a Inoue Orihime a su tienda y le explica el secreto de Ichigo y de los poderes que despertó en ellos mientras Ichigo e Ishida derrotan al menos grande que a pesar de su nombre es una fusión de millones de hollows que da lugar a un hollow colosal.

### Sociedad de Almas
Después de que Byakuya Kuchiki y Renji Abarai capturasen a Rukia y derrotaran tanto a Ichigo como a Uryū, Yoruichi, por encargo de Urahara, decide entrenar a Chad y a Orihime para poder acompañar a Ichigo a la Sociedad de Almas, finalmente logran dominar sus poderes y cruzan el Dangai junto a Ichigo, Uryū y Yoruichi. Allí a pesar de encontrarse con el guardián salen indemnes gracias al Santen Kesshun de Orihime y aparecen en el Rukongai, donde Chad se encuentra con Yuichi Shibata de nuevo ya en su forma humana. Cuando tratan de entrar en el Seireitei son detenidos primero por Jidanbô (que es derrotado por Ichigo) y por Gin Ichimaru después, que los expulsa de la puerta. Los ryoka se ven forzados a pedirle ayuda al clan Shiba, que les hace entrar en el Seireitei con una bomba de fuerza espiritual, sin embargo durante la caída, Chad envía a Uryū junto con Orihime y todos se separan.
Chad cae solo y se dedica entonces a buscar a Ichigo por el Seireitei, derrotando a innumerables shinigamis en su camino con su poderoso brazo, llegando incluso a derrotar al tercer asistente y ayudante del escuadrón ocho, Tatsufusa Enjoji, sin embargo es derrotado sin esfuerzo por su capitán Shunsui Kyōraku, al que Chad ni siquiera logra tocar. Chad es encarcelado por orden de Shunsui y permanece junto a Ganju (derrotado por Byakuya Kuchiki) y Uryūa (derrotado por Tousen Kaname) hasta que el Capitán de la Undécima División Zaraki Kenpachi llega junto a Orihime y varios de sus oficiales para rescatarlos el día de la ejecución de Rukia. Todos se encaminan hacia el Soukyoku aunque Zaraki, Ikkaku y Yumichika se quedan peleando con Tousen Kaname, Sajin Komamura y sus Subcapitanes Tetsuzaemon Iba y Shûhei Hisagi.
Su viaje se detiene por la fuerte presión espiritual que despide la batalla de Ichigo con Byakuya, finalmente Ichigo logra vencer y todos se encuentran con él. Nada podrán hacer después cuando se descubra el complot de Sōsuke Aizen, que logra obtener el Hougyoku de Rukia e irse a Hueco Mundo junto a Ichimaru y Tousen. Tras esto Chad y los demás son indultados por la Sociedad de Almas y regresan a Karakura y al instituto, allí Chad ayuda a Ichigo en sus funciones de shinigami sustituto.

### Los Arrancar
Todo transcurre con normalidad hasta que aparece un extraño estudiante llamado Shinji Hirako que resulta ser un Visored que trata de reclutar a Ichigo, Chad y Orihime tratan de interrogarlo pero Hirako se va junto a una beligerante Hiyori Sarugaki sin revelarles nada. Posteriormente los Arrancar llamados Ulquiorra Cifer y Yammy irrumpen en Karakura absorbiendo múltiples almas, Orihime y Chad se dirigen al lugar antes que nadie. Chad se enfrenta a Yammy pero su brazo derecho resulta destrozado y casi arrancado de cuajo, Orihime lo cura al tiempo que se enfrenta al Arrancar pero resulta derrotada. Ichigo irrumpe entonces para salvarlos y usa su bankai para cortarle el brazo a Yammy, no obstante su Hollow interno interfiere y es derrotado por el Arrancar. Urahara y Yoruichi llegan cuando la situación parece desesperada y derrotan a Yammy, haciendo que Ulquiorra ordene la retirada.
Chad permanece recuperándose de sus heridas un tiempo hasta que el Sexto Espada Grimmjow Jaggerjack lidera un ataque clandestino a Karakura para asesinar a todos aquellos con un nivel espiritual superior al normal, el Arrancar D-Roy se encuentra con Chad al que casi traspasa con su mano pero es rescatado de nuevo con Ichigo, que le ordena retirarse. Chad se siente herido en su orgullo y se pone a salvo hasta que la batalla termina, es entonces cuando le pide a Urahara que lo entrene. urahara accede y decide entrenar haciéndolo luchar contra un bankai, que no será otro que el de Renji Abarai (el cual quería obtener respuestas del tendero). Chad permanece entrenando un mes completo con el Subcapitán.
Su entrenamiento es interrumpido por una nueva invasión Arrancar ordenada por el Espada Ulquiorra Cifer como distracción para secuestrar a Orihime en el Dangai, Chad y Renji están agotados por el entrenamiento y es el propio Urahara el que va a ayudar a la avanzadilla de Hitsugaya Tōshirō. Finalmente Orihime es secuestrada y los Arancar se retiran. la Sociedad de Almas le retira su apoyo a Ichigo y da a la humana por traidora pero el joven shinigami rehúsa quedarse de brazos cruzados y decide ir a Hueco Mundo. Para ello le pide a Urahara ayuda, este le abre la Garganta al shinigami, que se va acompañado de Uryû Ishida y el propio Chad, que ha incrementado sus poderes.

### Hueco Mundo
Tras atravesar el túnel de energía que es la Garganta, los tres compañeros llegan a un paso subterráneo, donde son emboscados por dos Arrancar que los conducen a una amplia sala, estos son Iceringer y Demoura. Chad y Uryū entablan combate con ellos mientras Ichigo observa, aunque en principio la escasa velocidad de Chad es una desventaja ante Iceringer, el humano intercambia oponente con el quincy. Ante Demoura, Chad demuestra poseer una fuerza fuera de lo común y apaliza al Arrancar, deteniendo sin esfuerzo su ataque más poderoso, tras esto acaba con él con su golpe llamado El Directo. La sala se derrumba y los tres compañeros llegan al desierto de Las Noches. Allí conocen a los amistosos Arrancar Nel, Dondochakka Bilstin y Pesche Guatiche, que los conducen hasta Las Noches, el guardián de las arenas llamado Lunaganga los interrumpe pero son salvados por Rukia y Renji, que también han ido a Hueco Mundo. 
Finalmente los ocho compañeros entran en Las Noches y se dividen en cinco caminos distintos, Chad va a parar (a la vez que Ichigo y Uryū) a una zona llamada Nido de los Tres Cifras, custodiada por Espada degradados. Allí Chad se enfrenta al Arrancar Número 107 Gantenbein Mosqueda, que en principio lo derrota debido de nuevo a la escasa velocidad del humano, no obstante Chad logra liberar la forma completa de su Brazo Derecho del Gigante y poner en aprietos a Gantenbein, al que logra herir varias veces con sus golpes y su nueva velocidad, el Arrancar se ve acorralado y libera su Zanpakutō llamada Dragra (Doragura o Puño del Dragón) para contraatacar con potentes disparos de reiatsu. Chad no obstante va un paso más allá y libera la forma completa de sus poderes, el Brazo Izquierdo del Diablo con el que anula los golpes de Gantenbein. Finalmente derrota al Arrancar con su golpe llamado la Muerte.
Cuando el humano trata de marcharse dejando a Gantenbein vivo, el Quinto Espada llamado Nnoitra Gilga aparece para retarlo, Gantenbein le grita que huya pero Chad lo ataca a pesar de esto, Nnoitra no se ve afectado por su golpe y desroza el brazo derecho de Chad con su Zanpakutō, cortándolo transversalmente en el torso y derotándolo. La Fracción de Nnoitra, el Arrancar Tesla aparece para hablar con Nnoitra y ambos se encaminan a por otro reiatsu, Chad se levanta a duras penas con su brazo izquierdo ataca a Nnoitra con sus últimas fuerzas pero Tesla lo intercepta y Chad cae. Nnoitra se enfurece por esto aunque decide no matar a Chad y se encamina a por Ichigo.
Posteriormente los Caballeros Exequias llegan hasta Chad y Gantenbien, cuando van a ejecutarlos y tomar muestras de ellos, la Capitana de la Cuarta División Retsu Unohana acompañada por su Subcapitana Isane Kotetsu los interrumpe, haciéndolos huir, tras esto cura a Chad y a Gantenbein, que se levanta pensativo. Sōsuke Aizen se comunica con todos ellos una vez los Capitanes han terminado sus combates y les explica que el rapto de Inoue Orihime era parte de su plan para atrapar a varios shinigamis y ryoka en Hueco Mundo (cerrando sus Gargantas) y así poder destruir Karakura fácilmente y crear la Ōken, no obstante los Capitanes restantes ya esperan a Aizen, Unohana explica que gracias a la Tenkaikezzu y a Kisuke Urahara, Karakura fue trasladada a una zona alejada del Rukongai mientras los habitantes fueron puestos a dormir, entretanto Aizen convoca a sus tres Espada más poderosos.

### La Batalla por Karakura
Cuando Ichigo Kurosaki trata de alcanzar a Orihime Inoue, custodiada por el Cuarto Espada Ulquiorra Cifer los Caballeros Exequias se interponen en su camino sin embargo Renji Abarai, Rukia Kuchiki y el propio Sado aparecen para enfrentarse al escuadrón ejecutor, después de que Rukia derrotase al líder del escuadrón exequia quien más si no el mismísimo décimo Espada Yammy Riyalgo aparece de repente ante ellos con el objetivo de asesinarlos a todos, alegando que ojala hubiera tenido la oportunidad de haber ayudado a Ulquiorra por no haber sido por aquella basura refiriéndose a Uryū Ishida. Renji les pregunta a Chad y a Rukia si ya han peleado contra un Espada antes a lo que Chad responde "No lo llamaría pelear exactamente" en cuanto a Rukia se limita a contestar "si" sin dar ningún detalle adicional, Renji se ufana de que Yammy posee el número 10 colocándolo en el último puesto de poder entre los Espada, por lo que será fácil derrotarlo entre los 3 y después podrán ir a ayudar a Ichigo, aunque Chad concuerda en lo último le recalca a Renji que no baje la guardia por ningún motivo, para el descontento de Yammy quien tras burlarse de ellos, diciendo que basuras como ellos jamás podrían vencerlo, no tarda en liberar su zanpakutō Ira (怒り(イラ)?) Chad, Renji y Rukia observan horrorizados como el número 1 va desapareciendo mientras que Yammy se transforma en un monstruo gigantesco, después de esto el villano revela que él es único con el poder de mostrar su verdadero número y fuerza una vez libera su Resurrección y grita a todo pulmón ¡¡Soy Espada Cero Yammy Riyalgo!! Chad y los demás se preparan para la cruenta batalla contra el ya transformado Espada.

### Saga del Agente Perdido
Hace su primera aparición en la base de Xcution. Según Riruka, su misión era ir a buscarlo para llevarlo a la base.
Tanto Ichigo como Sado se sorprendieron al encontrarse allí, y mientras Ichigo le pregunta sorprendido a Chad la razón por la qué se encuentra en ese lugar, Kūgo lo interrumpe para poder continuar con sus explicaciones, y les dice tanto a Ichigo como a Chad que se sienten. Kūgo les explica qué los poderes de los miembros de Xcution son resultado de que sus madres fueran atacadas por hollows antes de que ellos nacieran, por lo que retazos del poder de los hollows pasaron del cuerpo de la madre al del feto.
Kūgo afirma que no les gusta sus poderes, y la única forma de librarse de ellos y recobrar su humanidad es pasárselos a un híbrido entre shinigami y humano. Kūgo aclara que Chad es uno de ellos, que entiende lo que ellos sienten y que está dispuesto a participar con tal de que Ichigo recupere sus poderes. Ichigo le pregunta que si eso es verdad, a lo que Chad contesta que si, y que, aunque Ichigo intente ocultarlo, no ha sido capaz de mirar a Ichigo a la cara. Chad le pregunta a Ichigo que si desea luchar, y que es frustante no poder proteger a la gente que le rodea. Chad termina diciendo que no tiene por qué esconder ese sentimiento, ya que lo que siente es lo que es. Kūgo afirma que los poderes shinigamis de Ichigo volverán, y que entonces, ellos le darán sus propios poderes. Ichigo acepta la propuesta, por lo que Kūgo dice que está decidído.
Cuando Sado vuelve al escondite de Xcution con algunas compras, Giriko le da las gracias. Entonces se pregunta sobre la caja que se encuentra sobre la mesa y Jackie le dice que es la Doll house de Riruka, dentro de la cual está Ichigo haciendo su entrenamiento Fullbring. Él es sorprendido por esta información y Riruka le dice que es mejor empezar rápidamente. Ella le pregunta si va a participar en las quejas en contra de su manera de hacer las cosas. Sado remueve el techo de la casa y le dice a Ichigo que su insignia de Shinigami sustituto es la mejor cosa que se le ocurre para utilizar como Fullbring.
Cuando Ichigo está luchando contra Mr. Pork en su "Modo Bestia completa", Sado le dice a Riruka que necesitan sacar a Ichigo de la caja. Sin embargo, Giriko revela su poder "Time Tells No Lies" y les dice a ambos que no pueden liberar a Ichigo hasta que derrote a Mr. Pork. Cuando Ichigo se pregunta cómo puede utilizar Fullbring en su insignia, Sado grita "¡Orgullo!" explicándole que su Fullbring es su piel, que ha mantenido su orgullo de ser de raza mestiza, Gracias a su abuelo, ha mantenido este orgullo en su corazón. Él le dice a Ichigo que encuentre un momento en que sintió el orgullo como un Shinigami, y así su corazón activará la insignia. Sado entonces atestigua el Fullbring de Ichigo cuando es liberado.
Sado e Ichigo después caminan de regreso a su casa. Chad le dice a Ichigo que Orihime ha estado llevándole las sobras de pan todos los días últimamente. Ichigo le dice a Sado que Orihime está preocupada por él y que debería llamarla. Sado le dice a Ichigo que ella le deja demasiado pan y que le dará la mitad de este a Ichigo.
Pero cuando Sado llega a su puerta para tomar el pan, se da cuenta de que algo anda mal con el reiatsu de Orihime y le grita a Ichigo que algo le pasó. Sado le advierte a Ichigo que no llame a Orihime por su celular ya que en caso de que se distrajera esto podría causar su muerte. Ellos Llegan a su apartamento para encontrar sola a Orihime sentada en el suelo. Ella se sacude frenéticamente su preocupación con una mala mentira que hace que los dos sospechen, Sado más tarde piensa en estar de acuerdo con las precauciones de Orihime respecto a que Ichigo en estos momentos aun es vulnerable, y le dice a Ichigo que no se preocupe por ella.
Orihime camina hacia un poste mientras conversa con Sado en su teléfono. Chad, al oír el ruido, le pregunta si está bien. Ella le dice si y se disculpa. Orihime le dice que ella está segura de que fue cortada, pero cuando volvió en sí, Tsukishima y Shishigawara se habían ido y no había ninguna herida. Orihime revela que cuando Ichigo y Sado llegaron a la escena pensó por un segundo que Tsukishima era su amigo.
Ella dice que no lo entiende y en vez de confundirlo con un amigo, se sentía como un viejo recuerdo, dejando sorprendido a Sado. Orihime le dice que tenga cuidado ya que ella cree que el poder Tsukishima es aterrador. Sado está de acuerdo y luego pide los nombres de los dos atacantes y Orihime le dice sus nombres, a pesar de que por error dice que el nombre Shishigawara como Sushigawara.
Después de hablar con Orihime, Sado se reúne con Kugo en la sede Xcution. Ginjo le dice que Ichigo ya ha comenzado su siguiente fase de entrenamiento. Sado le pregunta cuales son las habilidades de Tsukishima. Explicando lo que Orihime le dijo, y sospecha que el Fullbring Tsukishima puede alterar la memoria de aquellos que corta. Kūgo, sin embargo, dice que él ya ha dicho todo lo que sabía sobre el Fullbring de Tsukishima, y si ya lo sabía, entonces él ya se lo dirá. Él le dice que el Fullbring de Tsukishima se llama Book of the End (libro del fin), y que tiene un poder de ataque tan alto que, literalmente, puede cortar cualquier cosa, pero es la única cosa que puede hacer. Sado le pregunta si su Fullbring podría haber evolucionado desde su último encuentro, Kūgo le responde que no puede; las habilidades Fullbring no pueden hacer eso y no va a cambiar a través del crecimiento. Sado sostiene que su Fullbring ha cambiado muchas veces.
Kūgo, sin embargo, explica que esto simplemente significa que Sado no podía acceder a su Fullbring a su máxima capacidad hasta llegar a un nivel que podría, y que el resto de los miembros de Xcution había superado esa etapa hace mucho tiempo. Kūgo también expone que la explicación de Orihime le preocupa, porque según su conocimiento, el Fullbring de Tsukishima no provocó una distorsión en la memoria de Orihime.
Kūgo le pregunta acerca de la condición de Uryū, sorprendiendo a Sado. Kūgo le recuerda a Sado que Uryū fue atacado y le pregunta si tiene los mismos problemas con su memoria. Sado le dice que Uryū aparentemente no sufrió una distorsión de la memoria como Orihime. Kūgo le dice a Sado que es mejor estar seguros, porque si Uryū está sufriendo de la misma distorsión de la memoria, entonces tienen que estar preocupados acerca de las habilidades de Tsukishima. Pero si Uryū no sufre de la misma condición que Orihime, entonces el que la atacó no pudo haber sido Tsukishima en lo absoluto.
Sin embargo, Tsukishima irrumpe en la habitación diciéndole a Kūgo que no está tan seguro de su teoría, sorprendiendo a todos en la sala. Sado observa a Tsukishima mientras saluda a todos en la sala. Notando que Jackie y Riruka no están allí, Tsukishima ataca el tanque de peces de Riruka provocando que Ichigo salga, envuelto en Reiatsu de forma similar a su shihakūsho de Shinigami. Sado se da cuenta de que Ichigo ha alcanzado una nueva etapa de su Fullbring, y que es similar a su Bankai.
Ichigo ataca Tsukishima y le pregunta quién es. Sado se da cuenta de los peligros de no saber quién es Tsukishima y lo ataca después de que él se identifica a Ichigo. Sado aterriza en el techo y Kūgo lo regaña, señalando que ahora pueden decirle a Ichigo acerca de Tsukishima. Sado comenta que sería un riesgo, ya que aún no saben lo poderoso que es el Fullbring de Ichigo, ni saben la cantidad de control que tiene sobre él.
Explicando además que si le dicen lo que Tsukishima le hizo a Orihime, entonces su rendimiento podría verse afectado. Ichigo, sin embargo escucha esto y se da cuenta de que sólo evitaron decírselo, porque estaban tratando de protegerlo, lo cual no había notado. Tsukishima también aterriza en la azotea, causando que Ichigo se lanze a atacarlo.
Mientras Ichigo pelea, Sado señala que Ichigo ha progresado inmensamente en su entrenamiento Fullbring. Sin embargo, Tsukishima gana la ventaja en la lucha, causando que Kūgo detenga su ataque con su propio Fullbring.
Más tarde, inesperadamente, Sado es atacado por la espalda porTsukishima, pero nadie se entera de este suceso, después de esto, Sado le pide a Yukio que entrene en otra zona para acerse más fuerte, ya que no quiere estar con los brazos cruzados sin hacer nada, y también quiere derrotar a Tsukishima, Yukio le deja entrar en una habitación creado por él. Sado siente lo mismo que sintió Orihime al ser apuñalada.
Cuando Ichigo dice que mataría a Tsukishima, de repente aparece Sado que golpea a través de la ventana de la habitación que Ichigo y Tsukishima estaban peleando y él junto a Orihime defienden a Tsukishima. Orihime cura el brazo de Tsukishima, Ichigo afirma que él puede "creer que Sado y Orihime son los mismos que los demás. Sado es confundido por las palabras de Ichigo y dice que sufre un conflicto interno, no porque ellos son los "mismos", sino porque son "diferentes".
Le pide a Ichigo por qué está atacando a Tsukishima, y tanto a él como Orihime le dice que él está molesto de que Tsukishima le ayudó a rescar a Rukia y derrotó a Aizen. Tsukishima aparece detrás de Ichigo y le pregunta si él lo entiende, pero Ichigo arremete contra él, Ichigo sigue atacando a Tsukishima, pero Orihime detiene su ataque con su Kesshun Santen.
Sado a continuación, aparece al lado de Ichigo y trata de atacar con su Brazo Derecha de Gigante, pero Ichigo consigue bloquear el ataque. Después Sado lo ataca con su Brazo Izquierda del Diablo, que empuja a Ichigo fuera de la mansión.
Más tarde, Sado y Orihime descubren que Ichigo ya consiguió recuperar sus poderes Shinigami. También se sorprenden de que estén allí Rukia, Renji y Hitsugaya. Orihime piensa que han llegado a detener a Ichigo, pero Sado piensa que parece que están allí para ayudar a Ichigo y matar a Kugo. Tsukishima luego viene detrás de Sado y Orihime y les pregunta si dudan de sus recuerdos. Tsukishima le dice a Orihime, que la protegío de sus padres y que cuidó de ella, y le pregunta a Sado quién fue el que le dio su moneda.
Él responde que elfue quien lo hizo. En ese momento Kugo trata de detener a Tsukishima de decir algo más, pero Sado y Orihime se sienten mareados. Cuando se desmayan, son salvados por Urahara e Isshin poco después, quienes los llevan a la tienda de Urahara. Allí son dejados al cuidado de Tessai e Isshin.

### Saga de la Guerra Sangrienta de los Mil Años
Mientras Ichigo está luchando contra los Hollows que atacaron a Ryūnosuke Yuki y Shino, Sado llega junta con Uryū y Orihime Inoue, para ayudarle en la batalla. Dos días después, ellos llegan a la casa de Ichigo y Sado concuerda con Uryū cuando este último dice que Ichigo no tiene etiqueta. Sado pregunta quién es Ebern y le dice a Ichigo que él va a ayudar a luchar contra él, después él reparte el pan que Orihime ha traído.
Orihime, Sado y Uryū van a la casa de Ichigo para saber de Nelliel Tu Odelschwanck y Pesche Guatiche y sobre la conquista de Hueco Mundo por Wandenreich y la captura de varios Arrancar, incluyendo a Dondochakka. El grupo comienzan a discutir sobre el rescate de ellos, después aparece Kisuke Urahara y se ofrece para ayudar a entrar a Hueco Mundo.
Junto con Ichigo, Orihime, Urahara, Nell y Pesche, Sado viaja a Hueco Mundo, donde se dan cuenta de la gran cantidad de cadáveres. Cuando Ichigo va a rescatar a un grupo de captura arrancar, Urahara se pregunta si Ichigo se da cuenta de que va a ayudar a los que eran sus enemigos hace poco. Sado afirma que debido a Pesche y Nell sabe que Ichigo es ese tipo de persona, que confía en él para hacer algo acerca de la situación. Sado pone en marcha la búsqueda de Ichigo.
Luego de que Urahara haya derrotado a Quilge Opie y mientras Ichigo está en camino a la Sociedad de Almas, Urahara le pide a Inoue y a Chad que busquen en el cuerpo del Quincy un artefacto metálico, de menor tamaño. Después cuando Quilge Opie se vuelve a levantar inesperadamente atacando a Ichigo, aparece Chad lastimado, avisando a Urahara de la situación. Más tarde, Urahara envía un mensaje a la Sociedad de Almas informando que él, Sado y Orihime están sanos y salvos en Hueco Mundo. Después de que Urahara se contacta con la sociedad de almas, aparece junto Orihime, diciéndole a Ichigo que se encuentran bien.
Mucho más tarde, Chad llega a las ruinas Negal por instrucción de Urahara y da la bienvenida a Orihime, informándole que ya todos están reunidos en ese lugar. Sado aparece junto con Orihime cuando Uryu Ishida ataca a Ichigo, Sado al igual que sus demás amigos queda impactado al ver a Uryu en el bando enemigo, sin embargo luego levanta a Ichigo y lo arroja hacia un edificio entonces le dice a Ichigo que si Uryu eligió ese camino debió pensarlo muy bien y que eso no cambia lo que deben hacer y con estas palabras anima a Ichigo a traer de vuelta a Uryu al bando correcto.
Luego que Sado viajara con Ichigo y sus demás compañeros de batalla hacia el Palacio del Rey Espíritu; finalmente llegan al Palacio del Rey Espíritu, Sado se percata que el lugar está tranquilo por lo que deduce que las batallas han acabado, entonces Sado queda sorprendido al ver a Ichibē Hyōsube muerto y todo su cuerpo destruido por lo que queda impactado; al ver a Ichigo hablar solo le pregunta si le ocurre algo entonces finalmente entiende que era lo que hacia Kurosaki, luego de esto se marcha junto con sus compañeros para ir a Proteger al Rey Espíritu a pedido de Ichibē y detener a Yhwach.

## Fullbring
En principio Chad posee una extraordinaria potencia física y resistencia y una intuición fuera de lo común, no obstante la cercanía con Ichigo y algunas situaciones con Hollows provocarán que se intensifiquen, tomando forma más determinada. Se sabe que los poderes especiales de Sado son similares a los de un Hollow, razón por la cual sus poderes aumentan cuando llega a Hueco mundo como le reveló a Gantenbainne Mosqueda.Pero en la saga del agente perdido se revela que su poder se llama fullbring e igual que Ichigo los dos son fullbringer.

### Brazo Derecho de Gigante
Brazo Derecha de Gigante (巨人の右腕（ブラソ・デレチャ・デ・ヒガンテ） Buraso Derecha De Higante?), se trata de un gran guantelete en su brazo derecho de color negro con dos líneas fucsia y un aspa en el hombro, el cual incrementa su fuerza y resistencia en gran medida. El brazo no sólo le permite aumentar su fuerza bruta sino que puede acumular reiatsu y lanzarlo en forma de potentes ráfagas disparadas por su puño.
Posee un ataque especial en el que condensa su poder en forma de un potentísimo puñetazo llamado El Directo (巨人の一撃（エル・ディレクト） Eru Direkuto?,  cuyo kanji significa "El golpe del gigante").
Su brazo cambia definitivamente de aspecto conforme los poderes de Chad aumentan y se transforma, tomando la forma de un escudo que parte del dorso de su mano y se extiende hasta su hombro decorado con motivos similares de los de su anterior forma y con una hilera de afilados dientes. En esta forma se revela que la verdadera función del brazo derecho de Chad es la defensiva, aunque también es capaz de descargar potentes ráfagas de reiatsu.
También destaca su poder para moverse a una velocidad similar a la del Sonido, compensando su anterior deficiencia de velocidad y exceso de fuerza bruta.

### Brazo Izquierdo del Diablo
Brazo Izquierdo del Diablo (悪魔の左腕（ブラソ・イスキエルダ・デル・ディアボロ Buraso Isukieruda Deru Diaboro?), este brazo al contrario que el derecho tiene la función ofensiva en los poderes de Chad, es similar al brazo derecho en su forma primitiva pero más gado y de color blanco, este brazo le permite bloquear y anular ataques de potencia considerable (como el disparo de la liberación de Gantenbein Mosqueda).
Es capaz de usar un ataque llamado La Muerte (魔人の一撃（ラ・ムエルテ Ra Muerute?,  cuyo kanji significa "El golpe del diablo") en el que concentra todo su poder en las yemas de sus dedos y golpea con un potente puñetazo que los destruye todo a su paso, la energía liberada toma la forma de una calavera.

## Curiosidades
- El ataque de Sado, El directo es una referencia a La Mano del Destino de Angemon de Digimon y al puño del destino de Obelisk el torturador de Yu-Gi-Oh!.